# Osan

Osan (hangul 오산시, hanja 烏山市) är en stad i den sydkoreanska provinsen Gyeonggi. Folkmängden uppgick till 238 956 invånare vid slutat av 2020.

## Administrativ indelning
Kommunen är indelad i sex administrativa stadsdelar (dong): 
Chopyeong-dong,
Daewon-dong,
Jungang-dong,
Namchon-dong,
Sema-dong och
Sinjang-dong.